# Artère carotide externe
Cet article possède un paronyme, voir Carotide.
L'artère carotide externe (Arteria carotis externa en latin) est une artère systémique paire de la tête et du cou. Elle vascularise des parties externes de la tête, du visage, du cou, de la cavité orale, et de la région temporale.
des deux branches de division de l'artère carotide commune. Elle participe à la vascularisation d'une grande partie de la face et de la partie supérieure du cou.

## Origine
L'artère carotide externe naît de la division de l'artère carotide commune en deux branches, au niveau du bord supérieur du cartilage thyroïde au niveau du corpuscule carotidien en regard de la quatrième vertèbre cervicale. À son origine elle se situe en avant et un peu en dedans de l'artère carotide interne.

## Trajet
L'artère carotide externe est dans le prolongement de l'artère carotide commune et se dirige vers le haut en progressant à l'extérieur du crâne. 
Elle est superficielle à son origine entre le muscle platysma  et le muscle constricteur inférieur du pharynx. Elle est croisée en dehors par le tronc commun veineux thyro-linguo-pharyngo-facial.
Elle donne à ce niveau deux collatérales : l'artère thyroïdienne supérieure, en avant, qui vascularise la glande thyroïde et l'artère pharyngienne ascendante, en arrière, destinée au pharynx.
L'artère carotide externe remonte ensuite en longeant latéralement la face interne du muscle sterno-cléido-mastoïdien. Elle passe entre le nerf hypoglosse et les muscles digastrique et stylo-hyoïdien en dehors, et les muscles hyo-glosse et constricteur moyen du pharynx en dedans. 
À ce niveau naissent plusieurs collatérales : l'artère linguale pour la langue, l'artère faciale qui vascularise la moitié inférieure de la face et l'artère occipitale destinée à l'arrière du scalp.
L'artère carotide externe poursuit son trajet en longeant la face interne de la glande parotide. Elle donne à ce niveau une sixième collatérale  l'artère auriculaire postérieure vascularisant l'oreille. Elle pénètre ensuite dans la parotide au niveau de son tiers inférieur. Rarement, elle reste à la face interne de la glande sans être englobée par celle-ci. Dans tous les cas, l'artère carotide externe chemine en dedans des autres structures traversant la glande (nerf facial, veine jugulaire externe, etc).

## Terminaison
L'artère carotide externe se termine dans la parotide, en regard du col du condyle de la mandibule, en se divisant en deux branches, l'artère temporale superficielle et l'artère maxillaire, qui assurent la vascularisation d'une partie de la face et du cuir chevelu.